# Lasioglossum vagans
Lasioglossum vagans är en biart som först beskrevs av Smith 1857.  Lasioglossum vagans ingår i släktet smalbin, och familjen vägbin. Inga underarter finns listade i Catalogue of Life.